# Parla con lei
Parla con lei (Hable con ella) è un film del 2002 scritto e diretto da Pedro Almodóvar. Il film si è aggiudicato l'Oscar alla miglior sceneggiatura originale, il Golden Globe per il miglior film straniero e il BAFTA al miglior film.

## Trama
Durante uno spettacolo teatrale di Pina Bausch, in platea, seduti vicini per caso, si trovano Marco, uno scrittore argentino che si commuove durante l'esibizione, e Benigno, un giovane infermiere fortemente colpito dalla sensibilità del suo vicino di posto. Nelle settimane successive Marco conosce Lydia, una famosa torera e se ne innamora. Mesi dopo i due uomini si incontrano di nuovo a El Bosque, la clinica dove Benigno lavora, perché Lydia è caduta in coma per un grave incidente durante la corrida. Benigno, invece, si occupa di Alicia, una giovane studentessa di danza anch'essa in coma da anni. Fra i due uomini nasce un'intensa amicizia.
Nel periodo del ricovero, Marco scopre che Lydia voleva lasciarlo la sera dell'incidente per tornare con il suo ex, il torero Niño de Valencia, e amareggiato decide di ricominciare a girare il mondo scrivendo guide turistiche. Quindi, leggendo un giornale, scoprirà che Lydia è morta e che Benigno viene licenziato per aver violentato Alicia, la quale, in seguito alla gravidanza, torna alla vita. Benigno, in carcere, rimane all'oscuro della rinascita della sua amata e assume un cocktail di farmaci per entrare in coma come Alicia, ma l'intruglio gli risulta fatale. Marco, ritornato in Spagna va a vivere nell'appartamento di Benigno, incontrando poi Alicia convalescente a uno spettacolo teatrale.

## I camei
Il cameo più evidente del film è l'interpretazione di Caetano Veloso, cantante di Cucurrucucú paloma. La scena è stata girata nella villa di Pedro Almodóvar, con le comparse formate dagli amici del regista. Altro spazio alla musica, fuori dalla colonna sonora di Alberto Iglesias, lo dà a Antônio Carlos Jobim con Por Toda Minha Vida interpretata da Elis Regina, e al maestro Henry Purcell con l'aria O Let Me Weep, For Ever Weep dall'opera The Fairy Queen.
Altri due camei che si rifanno al regista anticlericale e libertario sono quelli delle battute sui missionari che violentano le suore, forse inserito per ridurre la colpa di Benigno, e il breve monologo in cui Benigno spiega alla collega di aver detto al padre di Alicia, che svolge la professione di psichiatra, di avere tendenze omosessuali, mentendo, e rivendicando per ognuno il diritto alle scelte sui propri orientamenti sessuali e di mantenerli per sé o di manifestarli a propria scelta.
Interessante il minifilm muto in bianco e nero che descrive un uomo che assume un farmaco sperimentale che lo fa diventare sempre più piccolo, e presenta più chiavi di lettura nel finale in cui Benigno sceglie di entrare nella vagina della sua donna per non uscirne mai più. Una storia simile è presente nel libro di Charles Bukowski intitolato Storie di ordinaria follia.

## Accoglienza
Il film è stato accolto molto bene dalla critica specializzata. Su MYmovies.it, il critico Pino Farinotti loda il fatto che "il regista si lascia andare in una storia umano-melò-grottesca a suo modo perfetta. Estremizzazioni che solo Pedro può farsi perdonare", così come Lucia Brandoli che su The Vision apprezza che "il regista mette in scena un cinema solo in apparenza realistico, invitandoci invece a una maestosa sospensione di incredulità". Anche Simone Emiliani su Sentieri Selvaggi, in occasione dell'uscita del film in versione restaurata, scrive che il film è "un acceso, fiammeggiante mélo, tra amore e morte con echi di Sirk e Fassbinder in cui si contaminano le diverse forme d’arte come in un’opera d’arte totale".

## Riconoscimenti
- 2003 - Premio Oscar
  - Miglior sceneggiatura originale a Pedro Almodóvar
  - Nomination Miglior regista a Pedro Almodóvar
- 2003 - Golden Globe
  - Miglior film straniero (Spagna)
- 2003 - British Academy Film Awards
  - Miglior film straniero (Spagna)
  - Miglior sceneggiatura originale a Pedro Almodóvar
- 2003 - Premio Goya
  - Miglior colonna sonora a Alberto Iglesias
  - Nomination Miglior film a Pedro Almodóvar
  - Nomination Miglior regista a Pedro Almodóvar
  - Nomination Miglior attore protagonista a Javier Cámara
  - Nomination Migliore sceneggiatura originale a Pedro Almodóvar
  - Nomination Migliore sonoro a Miguel Rejas, José Antonio Bermúdez, Manuel Laguna, Rosa Ortiz e Diego Garrido
  - Nomination Migliori effetti speciali a David Martí, Montse Ribé e Jorge Calvo
- 2003 - Fotogrammi d'argento
  - Nomination Miglior attore cinematografico a Javier Cámara
- 2002 - European Film Awards
  - Miglior film
  - Miglior regista a Pedro Almodóvar
  - Miglior sceneggiatura a Pedro Almodóvar
  - Miglior regista - Premio del pubblico a Pedro Almodóvar
  - Miglior attore protagonista - Premio del pubblico a Javier Cámara
  - Nomination Miglior attore a Javier Cámara
  - Nomination Miglior fotografia a Javier Aguirresarobe
- 2003 - David di Donatello
  - Nomination Miglior film dell'Unione europea (Spagna)
- 2003 - Globo d'oro
  - Nomination Miglior film europeo (Spagna)
- 2003 - Premio César
  - Miglior film dell'Unione europea (Spagna)
- 2002 - Ciak d'oro
  - Miglior film straniero (Spagna)
- 2002 - National Board of Review Awards
  - Miglior film straniero (Spagna)